# Željko Šturanović
Željko Šturanović (Nikšić, 31. siječnja 1960. – Pariz, 30. lipnja 2014.), predsjednik Vlade Republike Crne Gore od 2006. do 2008.
Završio je Pravni fakultet 1983. godine, kao student generacije. Radio je u Željezari Nikšić na poslovima samostalnog referenta i šefa pravne službe. Od 1993. godine je bio u dva mandata poslanik u Vijeću građana Savezne skupštine, gdje je u drugom mandatu bio šef poslaničke grupe DPS Crne Gore. Na izborima, travnja 2001. godine, izabran je za poslanika u Skupštini Republike Crne Gore s liste DPS Crne Gore. Od 2. srpnja 2001. godine obavlja poslove ministra pravde u Vladi RCG.
Dana 31. siječnja 2008. dao je ostavku iz zdravstvenih razloga, pošto boluje od tumora pluća, a preminuo je u Parizu 30. lipnja 2014. godine.